# بيرت بويري
بيرت بويري (بالإنجليزية: Bert Bowery)‏ هو لاعب كرة قدم بريطاني في مركز الهجوم، ولد في 29 أكتوبر 1954 في سانت كيتس ونيفيس. لعب مع أرنولد تاون ونادي لينكولن سيتي ونوتينغهام فورست.